# Akademie Policejního sboru v Bratislavě
Akademie Policejního sboru v Bratislavě (slovensky Akadémia Policajného zboru v Bratislave) je slovenská státní vysoká škola se sídlem v Bratislavě.
Akademie policejního sboru v Bratislavě byla zřízena zákonným opatřením předsednictva Národní rady SR č. 370 z roku 1992. Akademie zabezpečuje vysokoškolské vzdělávání a výchovu zejména příslušníků Policejního sboru a dalších bezpečnostních služeb. Přijímá však i civilní studenty k bakalářskému i magisterskému studiu.